# 四台子站
四台子站位于辽宁省凤城市四台子村，为沈丹铁路上的一个火车站，2003年撤销。
距离沈阳站208公里，丹东站69公里，隶属沈阳铁路局管辖。